# Haparandabladet
Haparandabladet, finska: Haaparannanlehti, är Sveriges enda trespråkiga dagstidning. Tidningen grundades av Theodor Grape den 8 juli 1882. Huvudspråket, som täcker cirka 70–75 procent av det redaktionella innehållet, är svenska. De andra språken som används i tidningen är finska och i mer begränsad omfattning även meänkieli.
Tidningen fullständiga titel var endast Haparandabladet till 1920. Sedan tillkom Tidning för Haparanda och Tornedalen som undertitel till 1923. Den 2 november 1923 assimilerade Haparandabladet tidningen Haaparannanlehti som sedan finns i titeln till 2009. Det var en tidningsedition på finska som inlemmades i modertidningen.
Tidningen är den dominerande dagstidningen i nedre Tornedalen och har Haparanda, Övertorneå och Pajala som huvudorter. Antalet läsare uppgår till cirka 15 000 per utgåva, och tidningen utkommer helgfri tisdag och fredag. Huvudredaktionen finns i Haparanda, och lokalredaktioner finns i Hedenäset och Pajala. Tidningen har strax under 20 anställda och producerar även en gratistidning HB extra samt levererar nyheter via nätet på HBwebben.se.
Haparandabladet är en utpräglat lokal tidning som lägger all sin energi på den lokala bevakningen. Till det lokala räknas allt som sker inom utgivningsområdet samt det som inträffar ute i världen för utflyttade tornedalingar eller tornedalingar på tillfällig utflykt. På ledarplats är tidningen "oberoende provinsiell" från den 1 januari 1988, vilket betyder att den ska verka för en positiv utveckling av Tornedalen. Deltiteln Haaparannanlehti har använts för den finskspråkiga delen av tidningen från 1923. Bilagan på finska kom först ut oregelbundet efter 1923, senare kom den ut en till tre dagar i veckan.

## Redaktion och utgivning
Utgivningsbevis för tidningen utfärdades den 12 september 1882 för Theodor Grape som i tidningen använt signaturerna Thor, Borealis, Kurry, T-r. Han redigerade tidningen till sin död den 5 december 1896 med biträde av Johan Peter Näsman. Redaktionsort har hela tiden varit Haparanda. Politiskt var tidningen inledningsvis liberal till 1917 sedan moderat till 1984. 1985 och 1986 betecknade sig tidningen partipolitiskt obunden och den 1 januari 1988 blev beteckningen provinsiell.
Utgivningsfrekvensen var en dag i veckan, lördag till 26 september 1896, sedan två dagar till 10 januari 1920 på onsdag och lördag eftermiddag därefter till 31 oktober 1923 på morgonen samma dagar- Från den 2 november 1923 blev tredagars måndag, onsdag och lördag. 1924 bytte utgivningsdagar till tisdag torsdag och lördag och 1925 kom tidningen vid middagstid kl 12. Från 1925 till 1985 blev den morgontidning tisdag, torsdag och lördag.1986 byttes utgivningsdagar och 1987 den 8 maj tvingades man återgå till ett nummer i veckan under sommaren. Sedan 7 juli 1987 har tidningen varit tvådagars tisdag och fredag. Utgivningsuppehållet under året 1916 berodde på en schism inom Haparanda boktryckeriaktiebolag. Utgivningsuppehåll har varit perioderna 1 november – 31 december 1916 och 28 april – 7 maj 1987.
| Period                 | Ansvarig utgivare         | Titel              | Period                 | Redaktör                         |
| 1896-12-19--1919-09-28 | Nikander, Frans Edvin     | boktryckerifaktorn | 1896-12-19--1913-07-16 | Bucht, Henning                   |
| 1919-09-29--1923-04-18 | Ruhlin, Erik Sixtus Georg | direktören         | 1913-07-19--1917-03-24 | ingen uppgift                    |
| 1923-04-19--1923-09-06 | Ahlberg, Carl Oscar       | redaktören         | 1917-03-28--1919-10-11 | Sammuli, Axel                    |
| 1923-09-07--1932-04-01 | Sammuli, Axel August      | redaktören         | 1919-10-15--1919-10-29 | ingen uppgift                    |
| 1932-04-02--1958-06-08 | Wennman, Erik Algot       | ekonomidirektören  | 1919-11-01--1921-12-28 | Andersén, Knut                   |
| 1958-06-09--1963-06-18 | Ritseby, Sven Olof        | redaktör           | 1921-12-31--1923-05-30 | ingen uppgift                    |
| 1963-06-19--1978-09-14 | Engström, Knut Bertil     | direktören         | 1923-06-02--1923-08-29 | Ahlberg, Carl                    |
| 1978-09-15--1980-10-14 | Olsson, Karl-Erik         |                    | 1923-09-01--1932-03-29 | Sammuli, Axel                    |
| 1980-10-15--1985-10-30 | Lindgren, Thord Folke     |                    | 1932-03-31--1933-09-30 | Ahlberg, Carl                    |
| 1985-10-31--1986-07-21 | Kostenius, Sven           |                    | 1933-10-03--1936-01-11 | Rova, Oscar                      |
| 1986-07-22--1988-02-04 | Högqvist, Eva Margareta   |                    | 1936-01-16--1944-08-31 | Örngrim, Karl                    |
| 1988-02-05--1994-09-01 | Pekka, Lars               |                    | 1936-01-16--1944-05-20 | Nikula, Eva För Haaparannanlehti |
| 1994-09-02--1997-07-28 | Pekka, Gunwor             |                    | 1944-09-02--1957-04-30 | Svanberg, Bengt                  |
| 1997-07-29--2019-11-08 | Pekka, Örjan              |                    | 1957-05-07--1957-07-27 | Schützer, Robert                 |
| 2019-11-12--           | Andén, Axel               |                    | 1957-08-01--1963-08-31 | Ritseby, Sven                    |
|                        |                           |                    | 1963-09-03--1969-08-30 | Ericsson, Stig                   |
|                        |                           |                    | 1969-09-02--1978-09-14 | Engström, Knut                   |
|                        |                           |                    | 1978-09-16--1979-06-09 | Pekka, Lars redsekr              |
|                        |                           |                    | 1979-06-12--1981-08-29 | Bergman, Bo redsekr              |
|                        |                           |                    | 1981-09-01--1983-05-26 | ingen uppgift                    |
|                        |                           |                    | 1983-05-28--1986-11-14 | Högkvist, Eva redsekr            |
|                        |                           |                    | 1986-11-17--1987-06-05 | Lundström, Anita redsekr         |
|                        |                           |                    | 1987-06-12--1987-06-26 | Pekka, Lars redsekr              |
|                        |                           |                    | 1987-07-03--1987-11-03 | Pekka, Lars                      |
|                        |                           |                    | 1987-11-06--1988-03-22 | Havbring, Larry redsekr          |
|                        |                           |                    | 1988-03-25--1988-10-28 | ingen uppgift                    |
|                        |                           |                    | 1988-11-01--1989-06-06 | Toolanen, Greger redsekr         |
|                        |                           |                    | 1989-06-09--1991-02-12 | Svanberg, Leif redsekr           |
|                        |                           |                    | 1991-02-15--1992-08-21 | Prytz, Urban redsekr             |
|                        |                           |                    | 1992-08-25--1994-08-30 | Pekka, Lars                      |
|                        |                           |                    | 1994-09-02--1994-12-30 | Berglund, Marianne redsekr       |
|                        |                           |                    | 1997-07-29--2019-11-08 | Pekka, Örjan                     |
|                        |                           |                    | 2019-11-12--           | Andén, Axel                      |

## Tryckning
Tidningen trycktes från början i Haparanda. Som typsnitt användes frakturstil och antikva 1882 och därefter bara antikva.
Förlaget hette från starten Haparanda boktryckeriaktiebolag till den 31 december 1916. Efter en schism i det bolaget tog FE Nikander i Haparanda över förlaget under 16 dagar. Sedan hette förlaget Haparanda-Tornedalens tryckeriaktiebolag med säte i Haparanda. Detta förlag var ansvarigt till 30 september 1984. Tornedalsförlaget aktiebolag tog över från 1 juli 1984 till 26 juni 1986. Då tog åter privatpersoner hand om förlagsrätten och Lars och Gunvor Pekka stod som förlag till 31 december 1998 enligt PRV medan tidningen kallar Bonitet förlags aktiebolag för förlag troligen med Pekka som ägare. Från 1999 heter förlaget Haparandabladet aktiebolag.
| Period                                                 | Tryckeri                                        | Ort           |
| 1882-07-08--1906-12-15                                 | Haparanda aktiebolagstryckeri                   | Haparanda     |
| 1907-01-02--1916-10-14                                 | Haparanda boktryckeriaktiebolag                 | Haparanda     |
| 1916-10-18--1916-10-28                                 | Luleå boktryckeriaktiebolag                     | Luleå         |
| 1917-01-03--1917-10-31                                 | F. E. Nikanders boktryckeri                     | Haparanda     |
| 1917-11-03--1977-10-06 osäkert åren 1974-1977 se nedan | Haparanda-Tornedalens tryckeriaktiebolag        | Haparanda     |
| 1974-11-16--1977-10-06                                 | Pohjolan sanomat även 1977-10-08 och 1983-08-13 | Kemi, Finland |
| 1977-10-08--1983-08-11                                 | Luleå boktryckeriaktiebolag                     | Luleå         |
| 1983-08-13--1984-09-25                                 | Haparanda-Tornedalens tryckeriaktiebolag        | Haparanda     |
| 1984-09-27--1986-05-23                                 | Tornedalsförlaget aktiebolag                    | Haparanda     |
| 1986-05-26--1986-12-08                                 | J L Tryck                                       | Haparanda     |
| 1986-12-10--1987-09-29                                 | Krister Liikamaa tryckaktiebolag                | Haparanda     |
| 1987-10-02--1991-09-27                                 | Tryckpoolen i Luleå aktiebolag                  | Luleå         |
| 1991-10-01--1996-12-31                                 | NSD                                             | Luleå         |
| 1997-01-03--2003-02-28                                 | Piteåtidningen                                  | Piteå         |
| 2003-03-04--2011-03-01                                 | Tryck i Norrbotten aktiebolag                   | Luleå         |
| 2011-03-04--2020-04-17                                 | Norra Västerbottens tidningsaktiebolag          | Skellefteå    |
| 2020-04-21--                                           | Tryck i Norrbotten                              | Luleå         |

Tryckningen skedde bara med svart till 1974 och då fick tidningen fyrfärg den 1 januari 1975. Tryckeriutrustning var från 1940 en flattrycksrotationspress Duplex. 1974 fick man offsettryck på tryckeriet som då var Pohjolan sanomat, Kemi Finland. Satsytan var stor med varierande format till 1990-talet då den minskade och från 2003 har den varit i tabloidformat. Sidantalet var i början fyra sidor till 1932. Det fördubblades till åtta sidor åren 1932 till 1970. Först 1975 blev det 12-16 sidor. 2014 nåddes det största antalet sidor 28-48. Sidantalet har sedan sjunkit till 24-32 de senare åren. Upplagan var 1927 2400 och ökade till 4700 under andra världskriget 1943. Den var sedan stabil och nådde 1948 5566 exemplar innan den återvände till 4700 1956 Den fortsatte att variera runt 5000 exemplar till 1969 då den sjönk till cirka 4000. Den låg kvar på den nivån till de senare åren men 2020 var upplagan 2800 exemplar. Priset för en prenumeration var 1900 3,60 kronor och hade ökat till 7,30 kronor 1921. 1942 nådde det 10,50 kronor. Prisutvecklingen var fortsatt måttlig och 1970 nåddes 76 kr. 1975 passerades 100 kronor och 1992 kostade tidningen 520 kronor. 2008 passerade prenumerationen 1000 kronor och 2021 kostade tidningen 1635 kronor. Annonsomfattning har varit mellan 21 och 28 % från 2015 då den började registreras.